# Ager Aketxe
Ager Aketxe Barrutia [ager akeče] (* 30. prosince 1993, Bilbao, Španělsko) je španělský fotbalový záložník a reprezentant baskického původu, který hraje v baskickém klubu ze Španělska Athletic Bilbao.

## Klubová kariéra
Ve Španělsku hrál v letech 2011–2012 za CD Basconia. Poté se vrátil do klubu Athletic Bilbao, kde dříve působil v mládeži. S Athleticem získal Supercopa de España 2015 (dvouzápasový španělský Superpohár).

## Reprezentační kariéra
Ager Aketxe nastupoval za španělskou mládežnickou reprezentaci U20.